# Carlo Belloli

Carlo Belloli (Milão, 1922 – 2003) foi um poeta e crítico de arte italiano.
Fez parte da última geração de poetas ligados ao futurismo, a primeira vanguarda histórica italiana do século XX. 
Belloli foi um precursor da poesia concreta e da poesia visual, 
Escreveu, em 1943, Testi-poemi Murali, com  prefácio de Filippo Tommaso Marinetti, e Parole per la Guerra, que seriam considerados, 16 anos depois, como poesia concreta. O famosa prefácio antecipa aquilo que seria publicado muito depois, no Manifesto da Poesia Concreta, mas, certamente, nem Öyvind Fahlström, nem Gomringer, nem o grupo Noigrandes, tinham conhecimento do trabalho de Belloli.Na introdução de Testi-poemi murali, Belloli anuncia a teoria da Poesia Visual, ligando-a às necessidades específicas de uma linguagem capaz de traduzir a existência que sobrevivera à guerra. O trabalho de Belloli, apresentado ao público por Marinetti como o "futuro do futurismo", funde linguagem técnica ao não-finito da poesia, destacando os limites de uma literatura do segundo pós-guerra que exigia, na poesia e na arte, a procura do absoluto formal.

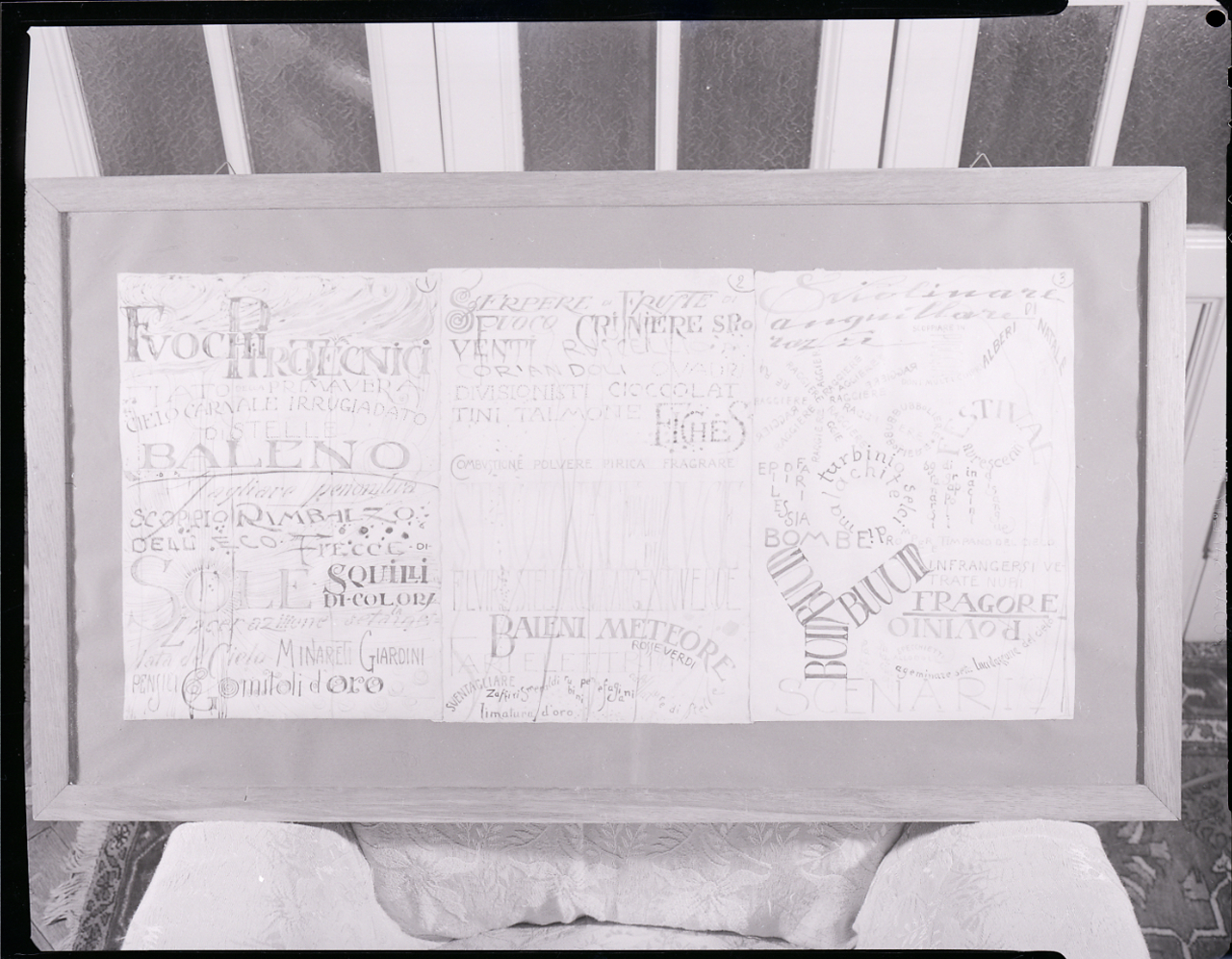
Texto visual em quadro, 1963
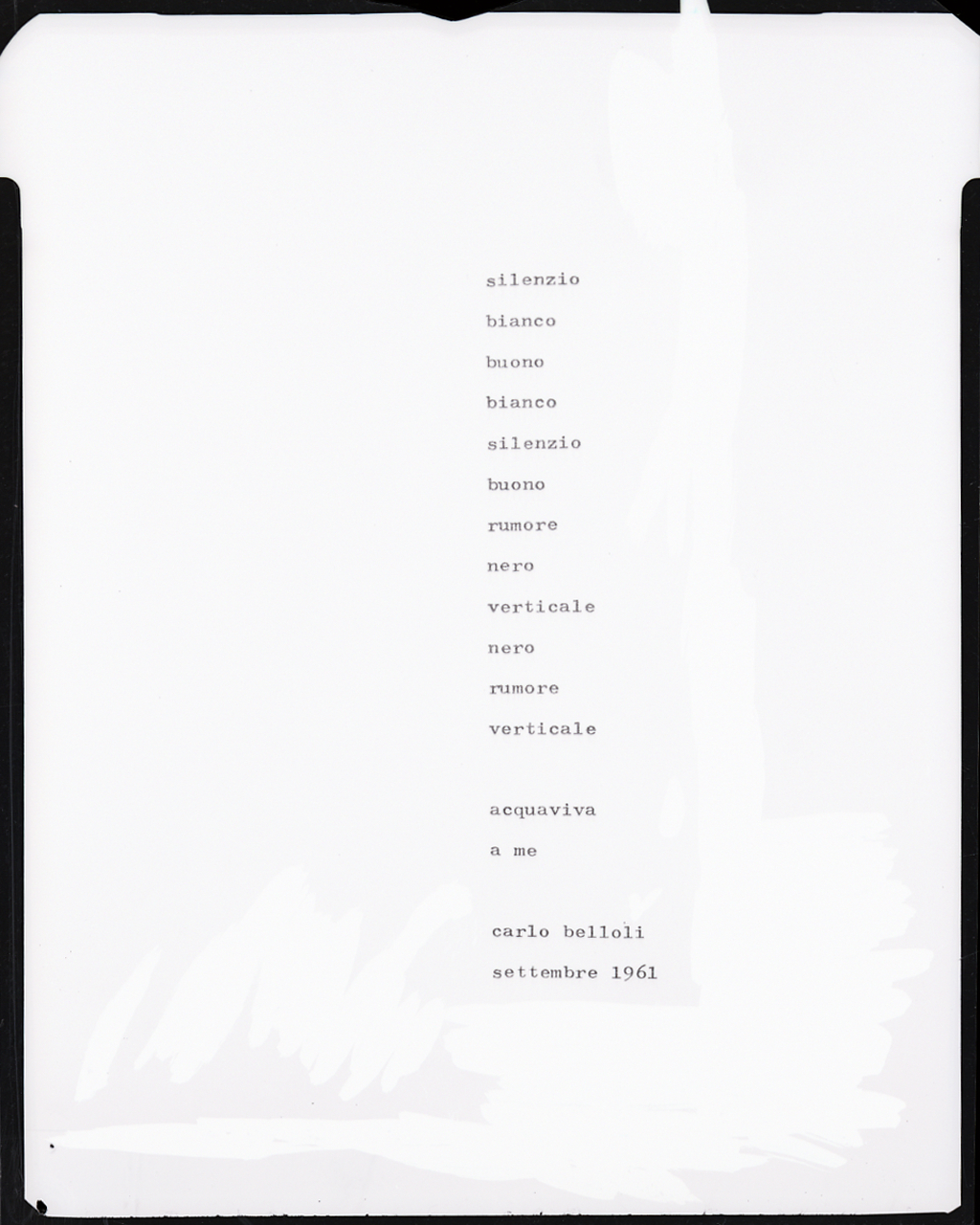
Poesia visual, setembro 1961